# Turnera dasystyla
Turnera dasystyla är en passionsblomsväxtart som beskrevs av Ignatz Urban. Turnera dasystyla ingår i släktet Turnera och familjen passionsblomsväxter. Inga underarter finns listade i Catalogue of Life.